# 2013年热带风暴巴里
热带风暴巴里（英語：Tropical Storm Barry）是2013年6月中旬一场强度较弱、持续时间也不长，但却给中美洲和墨西哥部分地区带去可观降水的热带气旋。系统源于加勒比海南部的一股东风波，在向西北方向移动期间因外部环境略趋有利而开始发展。6月17日，美国国家飓风中心将这股扰动天气升级成2013年大西洋飓风季的第二号热带低气压。由于成形位置接近陆地，系统未及增强就已开始穿越尤卡坦半岛南部。低气压于6月18日晚进入坎佩切湾上空，组织结构逐渐改善。6月19日下午，飓风猎人侦察机的数据表明气旋已增强成热带风暴巴里。6月20日，达到风速每小时75公里最高强度的风暴从墨西哥韦拉克鲁斯州登陆。上岸后气旋迅速减弱，当晚就退化成残留低气压。
尼加拉瓜北部到墨西哥中南部普降暴雨，多地爆发严重洪灾。韦拉克鲁斯州多条河流泛滥，导致两人丧生，数千人流离失所，瓦哈卡州也有两人遇难。此外，萨尔瓦多还有一人死于洪灾。

## 气象历史
6月8日，有东风波离开非洲西海岸快速向西移动，在此期间没有出现发展。6月15日晚，美国国家飓风中心开始对西南加勒比海上空同东风波关联的大规模扰动天气区进行监控。巴拿马以北近海这天发展出低气压。系统向西北偏西方向飘移，气象机构预计外界环境会有利于系统组织，但低气压区实际上却于6月16日行进至尼加拉瓜东部上空。虽已进入陆地上空，但系统的环流和对流组织结构却有改善，返回开放海域上空后，系统于协调世界时6月17日中午12点在洪都拉斯拉塞瓦西北偏北方向约45公里洋面发展成2013年大西洋飓风季的第二号热带低气压。低气压坐落在伯利兹猴河镇（Monkey River Town）以东约95公里洋面，预计会出现显著增强。但低气压实际上尚未强化便于6月17日晚以风速约每小时55公里强度从比格克里克港（Big Creek）附近登陆伯利兹南部。气旋结构逐渐消退，但美国国家飓风中心指出，如果能进入坎佩切湾，系统还有是可能重新发展并增强。
行经尤卡坦半岛南部期间，系统逐渐减弱，到6月18日下午时已接近退化成残留低气压，但随着系统接近海洋，其中又有足够的对流发展出来，保持其热带低气压强度。环流在陆地上空聚拢，于当天下午进入坎佩切湾的温暖水域上空。系统的组织结构逐渐改善，并因墨西哥湾西北部上空的中层高压脊影响向西移动。6月19日下午，飞入低气压的飓风猎人侦察机测得烈风强度风速，美国国家飓风中心因此将热带低气压升级成热带风暴并以“巴里”（Barry）命名。根据侦察机的数据和德沃夏克分析法估算结果，气象机构推测巴里于6月19日晚达到风力时速75公里的最高强度。6月20日上午11点15分，风暴从墨西哥韦拉克鲁斯以北不远处的拉古纳拉曼恰（Laguna La Mancha）登陆。第2次登陆仅数小时后，气旋就因墨西哥高地势的影响降级成热带低气压。环流中心的结构越来越混乱，大部分对流都已远离中心。6月20日晚，巴里在墨西哥普埃布拉州上空完全消散。

## 防灾措施和影响

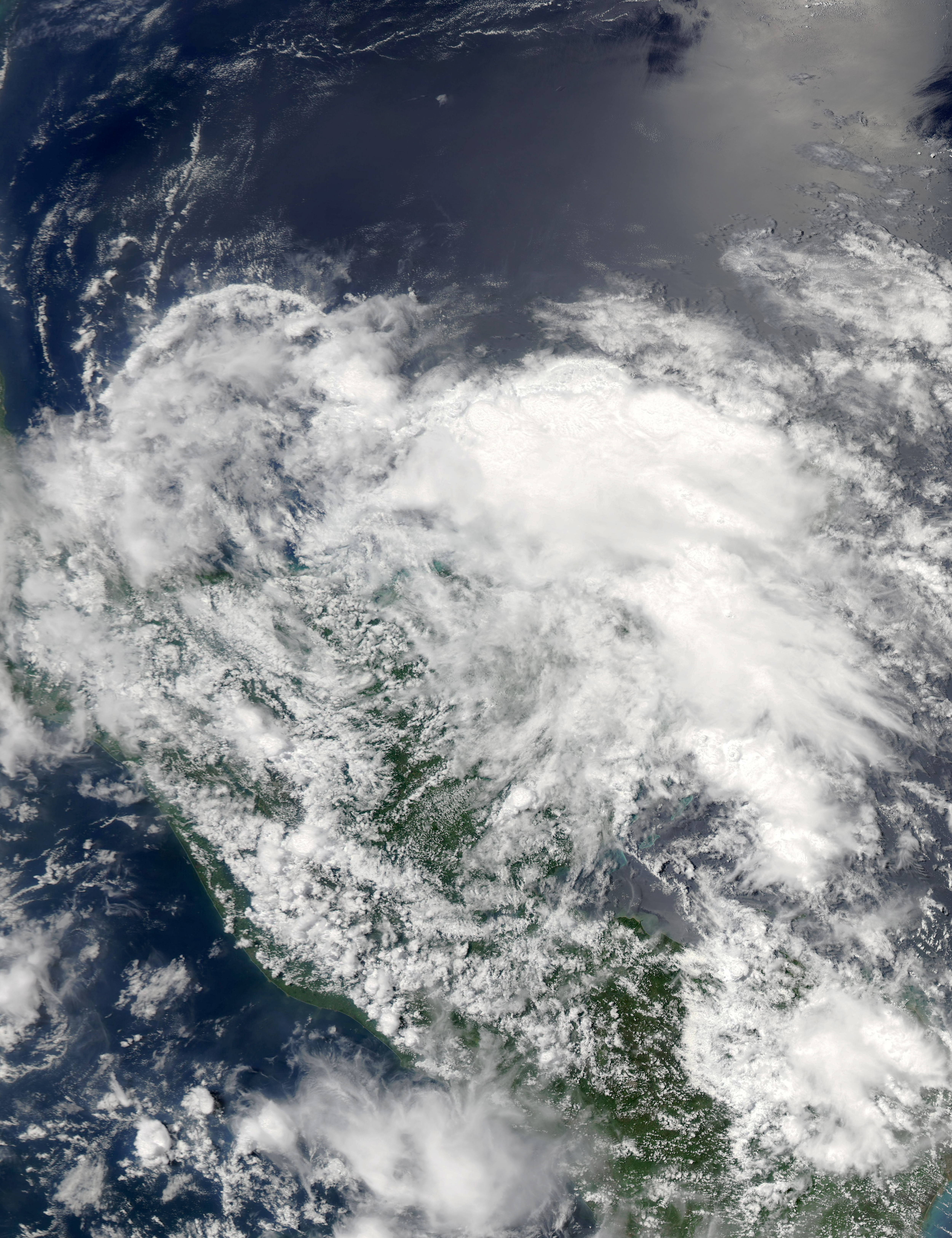
6月18日，位于尤卡坦半岛上空的第二号热带低气压。

### 中美洲和尤卡坦半岛
巴里的前身在尼加拉瓜产生大量降水，导致北大西洋自治区有14个区发生洪灾。洪都拉斯也降下暴雨，降雨量最高的拉塞瓦达到100毫米，引发的洪灾致使60户民宅受损，300人受到影响。伊里奥纳发生多起山体滑坡，导致道路阻塞。利蒙很可能受到一场龙卷风袭击，有9幢民宅被毁，另外91套受损，4人因住宅被龙卷风刮倒而受伤。伯利兹南部估计在24小时内降下250毫米雨量，导致多条河流溢出。部分地区的涵洞被洪水冲毁，生活在霍普溪沿线的至少54人只能暂时安置到避难所。萨尔瓦多有6名未成年人被汹涌的溪流卷走，其中5人很快获救，但1人始终下落不明，推定已经死亡，另外还有两人被闪电击伤。墨西哥的尤卡坦州阵风时速达到77公里，狂风暴雨共同影响，导致树木倒塌，输电线缆中断。受闪电击中发电站并引发火灾的影响，超过2万6000居民家中暂时停电。

### 墨西哥东部
6月18日，第二号热带低气压进入坎佩切湾，墨西哥政府随即向蓬塔拉戛托（Punta El Lagarto）到巴拉达纳特拉（Barra Da Nautla）之间沿海地区发布热带风暴观察预警，并于6月19日升级成热带风暴警告。气旋在这天有所强化，警告生效范围相应向北扩展到韦拉克鲁斯州的图斯潘（Tuxpan）。政府派出3万4250名工作人员在该州各地设立避难所，全州约有2000人躲入避难所。
韦拉克鲁斯州降下暴雨，降雨量最高的米桑特拉（Misantla）达到370毫米，导致十余条河流超出警戒水位，引发的山洪还夺走两条人命。政府官员敦促安提瓜河沿岸约4000居民及时撤离，以防万一。格雷罗州和普埃布拉州发生多起山体滑坡。瓦哈卡州有两人被汹涌的河水卷走。382栋房屋、19所学校和4所医疗中心因风暴受损。韦拉克鲁斯州的总损失估计为45.3亿墨西哥比索（3.55亿美元）。